# María Gorojóvskaya

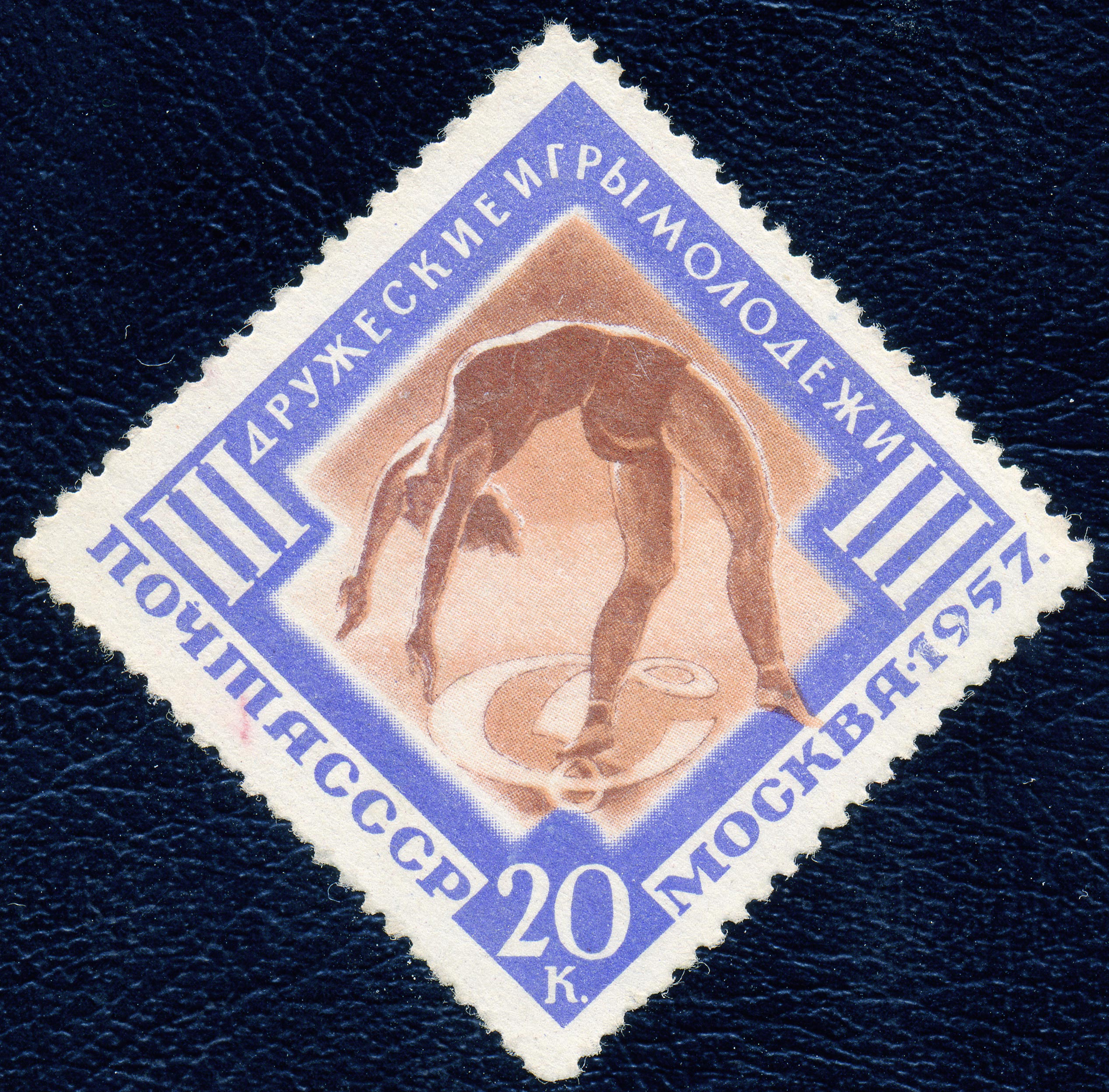
Gorokhovskaya en un sello postal de la era soviética (1957).

María Kondrátievna Gorojóvskaya (17 de octubre de 1921, Eupatoria - 22 de julio de 2001, Tel Aviv) fue una gimnasta de la Unión Soviética que resultó campeona olímpica en 1952 en Helsinki con un total de 76.78 superando a su compatriota Nina Bocharova con un total de 75.94 ganando el oro por equipo con 527,03 y dejando segundo al equipo húngaro con 520,96.
En total, en los Juegos Olímpicos de Helsinki 1952 obtuvo 7 medallas (2 de oro y 5 de plata). Este logro no sería igualado hasta los Juegos Olímpicos Tokio 2020, por la nadadora australiana Emma Mc Keon.

Luego de los Mundiales de 1954 -donde ganó 2 medallas- se retiraría. Desde 1990 vivió en Israel. 
- Datos: Q265749
- Multimedia: Maria Gorokhovskaya / Q265749